# El Tuito
El Tuito är en kommunhuvudort i Mexiko.   Den ligger i kommunen Cabo Corrientes och delstaten Jalisco, i den sydvästra delen av landet, 700 km väster om huvudstaden Mexico City. El Tuito ligger 604 meter över havet och antalet invånare är 3 500.
Terrängen runt El Tuito är huvudsakligen kuperad, men den allra närmaste omgivningen är platt. Runt El Tuito är det mycket glesbefolkat, med 6 invånare per kvadratkilometer. El Tuito är det största samhället i trakten. I omgivningarna runt El Tuito växer i huvudsak lövfällande lövskog.